# Platanová alej na Letné
Platanová alej na Letné‎ v Holešovicích v Praze je stromořadí vysazené ve východní části Letenských sadů.

## Historie
Alej byla vysazena při úpravách sadů v letech 1887–1889 na jaře pod vedením zahradního architekta a ředitele pražských zahrad a parků Františka Josefa Thomayera (1856–1938). Při řešení východní části parku navrhl promenádní pás s dvojitou alejí platanů javorolistých. Na realizaci dohlížel spolu s Thomayerem pozdější ředitel vinohradských parků Leopold Batěk. Alej byla později ukončena sousoším Diany se psem a srnami od Františka Rouse (odcizeno).